# Боб Бредлі
Боб Бредлі (англ. Bob Bradley; нар. 3 березня 1958, Монтклайр) — американський футболіст. По завершенні ігрової кар'єри — футбольний тренер.
У складі збірної — володар Золотого кубка КОНКАКАФ 2007 року.

## Ігрова кар'єра
Народився 3 березня 1958 року в місті Монтклайр. Грав у футбол на університетському рівні за команду «Прінстон Тайгерс». Професійно футболом не займався.

## Кар'єра тренера
Тренерську кар'єру розпочав 1981 року, очоливши тренерський штаб клубу «Університет Огайо».
В подальшому очолював команди клубів «Вірджинський університет», «Прінстон Тайгерс», «Чикаго Файр», «Нью-Йорк Метростарс», «Чівас США», США (олімп.), національну збірну США та національну збірну Єгипту, а також входив до тренерського штабу клубу «Ді Сі Юнайтед».
У січні 2014 року очолив тренерський штаб норвезької команди «Стабек», де пропрацював два повних сезони і покинув її в кінці 2005 року. Після цього очолював клуб французької Ліги 2 «Гавр».
3 жовтня 2016 року призначений головним тренером валлійського клубу англійської Прем'єр-ліги «Свонсі Сіті». Був звільнений з поста головного тренера 27 грудня 2016 року — «Свонсі» під його керівництвом зазнало поразки в 7 матчах з 11, двічі зігравши внічию і здобувши перемогу в 2 матчах, а також «лебеді» пропустили 29 голів - більше за будь-який клубу Прем'єр-ліги в цей же період часу.
З 2017 по 2021 роки головний тренер клубу «Лос-Анджелес».
24 листопада 2021 року Боб став головним тренером канадського клубу «Торонто».
У вересні 2023 американець повернувся на посаду голового тренера новрезького «Стабека». Ще через рік сторони дійшли згоди розірвати угоду, клуб на той момент посідав сьоме місце в другому дивізіоні.

## Титули і досягнення
«Чикаго Файр»
- Кубок MLS (1): 1998
- Відкритий кубок США з футболу (2): 1998, 2000

«Лос-Анджелес»
- Supporters' Shield (1): 2019

«Торонто»
- Чемпіон Канади (1): 2020

США
- Володар Золотого кубка КОНКАКАФ (1): 2007
- Віце-чемпіон (2): 2009, 2011
- Кубок конфедерацій: Віце-чемпіон (1): 2009

## Статистика тренера
| Команда             | Початок           | Завершення        | Статистика | Статистика | Статистика | Статистика | Статистика |
| Команда             | Початок           | Завершення        | І          | В          | Н          | П          | В %        |
| ------------------- | ----------------- | ----------------- | ---------- | ---------- | ---------- | ---------- | ---------- |
| «Чикаго Файр»       | 30 жовтня 1997    | 5 жовтня 2002     | 195        | 109        | 20         | 66         | 55,90      |
| Нью-Йорк Метростарз | 21 жовтня 2002    | 4 жовтня 2005     | 100        | 36         | 26         | 38         | 36,00      |
| «Чівас США»         | 23 листопада 2005 | 8 грудня 2006     | 35         | 11         | 14         | 10         | 31,43      |
| США                 | 8 грудня 2006     | 28 липня 2011     | 80         | 43         | 12         | 25         | 53,75      |
| Єгипет              | 14 вересня 2011   | 20 листопада 2013 | 36         | 24         | 5          | 7          | 66,67      |
| Стабек              | 3 січня 2014      | 10 листопада 2015 | 72         | 38         | 11         | 23         | 52,78      |
| Гавр                | 10 листопада 2015 | 3 жовтня 2016     | 37         | 17         | 10         | 10         | 45,95      |
| Свонсі Сіті         | 3 жовтня 2016     | 27 грудня 2016    | 11         | 2          | 2          | 7          | 18,18      |
| Лос-Анджелес        | 27 липня 2017     | 18 листопада 2021 | 142        | 68         | 34         | 40         | 47,89      |
| Торонто             | 24 листопада 2021 | 26 червня 2023    | 59         | 14         | 19         | 26         | 23,73      |
| Стабек              | 10 вересня 2023   | 22 вересня 2024   | 38         | 16         | 10         | 12         | 42,11      |
| Разом               | Разом             | Разом             | 807        | 370        | 179        | 258        | 45,85      |